# San Paolo, dramma biblico
San Paolo, dramma biblico è un cortometraggio muto italiano del 1910 diretto e interpretato da Giuseppe De Liguoro.

## Trama
La pellicola narra la vita di San Paolo, il primo grande missionario di Gesù. Dalla sua conversione poco dopo la morte di Santo Stefano ai suoi numerosissimi viaggi in compagnia di persone illustri a Gerusalemme, a Corinto, in Arabia e a Damasco, San Paolo verrà imprigionato a Roma, sua città natale e decapitato.